# Jan Dembowski (biskup kujawsko-pomorski)
Jan Dembowski herbu Jelita (ur. 29 grudnia 1700 roku – zm. 25 lipca 1790 roku) – polski duchowny katolicki, biskup pomocniczy kujawsko-pomorski.

## Życiorys
Jan Dembowski był synem Floriana Dembowskiego, sędziego Ziemi Płockiej. Jego starsi bracia Antoni Sebastian i Mikołaj także zostali biskupami; Jan Dembowski wybrał karierę duchowną w dojrzałym wieku, wcześniej służył jako oficer w regimencie królowej. W 1744 otrzymał godność kanonika pułtuskiego, następnie został kustoszem kapituły płockiej oraz kanonikiem i oficjałem włocławskim. We wrześniu 1759 został mianowany biskupem pomocniczym diecezji kujawsko-pomorskiej, ze stolicą tytularną Lambaesis; przyjął sakrę biskupią 2 lutego 1760. Ordynariuszem kujawsko-pomorskim był w tym czasie jego brat Antoni (zm. 1763), później Antoni Kazimierz Ostrowski i Józef Ignacy Rybiński. W podeszłym wieku Dembowski zrezygnował z urzędu biskupiego (w lipcu 1788).